# Cecil Aldin

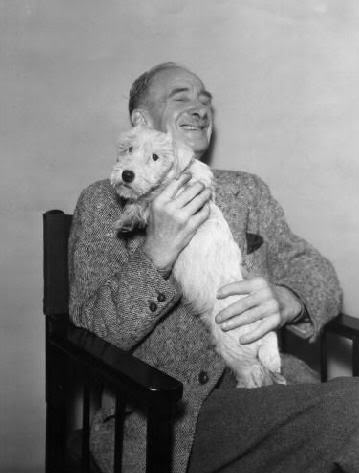
Cecil Aldin

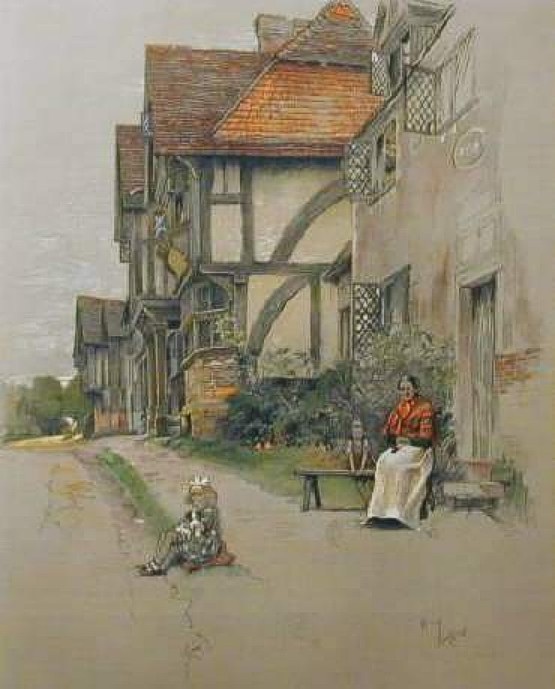
Chiddingstone, Pastell von Cecil Aldin

Cecil Charles Windsor Aldin (* 28. April 1870 in Slough; † 6. Januar 1935 in London) war ein britischer Illustrator und Maler, der besonders für seine Tiermotive und Darstellungen von Sport und ländlichen Szenen bekannt wurde.

## Leben und Werk
Aldin absolvierte die obligatorische Schulzeit in Eastbourne und Solihull und ging danach nach Kensington, wo er Anatomie und unter William Calderon Tiermalerei studierte. Zwischen 1913 und 1914 lebte er in Sulhamstead südlich von Reading und war Kirchendiener in der Kirche von Sulhamstead Abbots.
Sein Frühwerk ist von Randolph Caldecott und John Leech beeinflusst. Zum ersten Mal wurden Aldins Zeichnungen am 12. September 1890 in der Zeitschrift The Building News publiziert und erschienen von da an in vielen Zeitungen und Magazinen.
Unter seinen Werken sind Illustrationen in zwei Kapiteln der Erstpublikation von Rudyard Kiplings Zweitem Dschungelbuch (1894), Charles Dickens’ Die Pickwickier (1910) und The Bunch Book von James Douglas (1932). Aldin schrieb und illustrierte auch selbst Bücher, darunter 1923 die Serie Old Manor Houses und Old Inns mit Architekturbildern. An Medien verwendete Aldin besonders Pastellkreide, Bleistift und Wasserfarben.
Ein populäres Buch Aldins sind auch die Sleeping Partners, eine Serie von Pastellzeichnungen zweier Hunde auf einem Sofa. Es handelt sich dabei um Aldins eigene Hunde, den Irish Wolfhound Mickey und den Bullterrier Cracker.

## Galerie

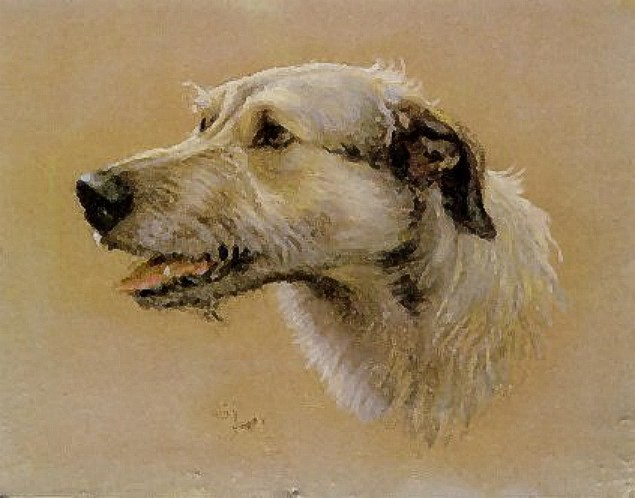
Sir Michael of Sheppey (Mickey)
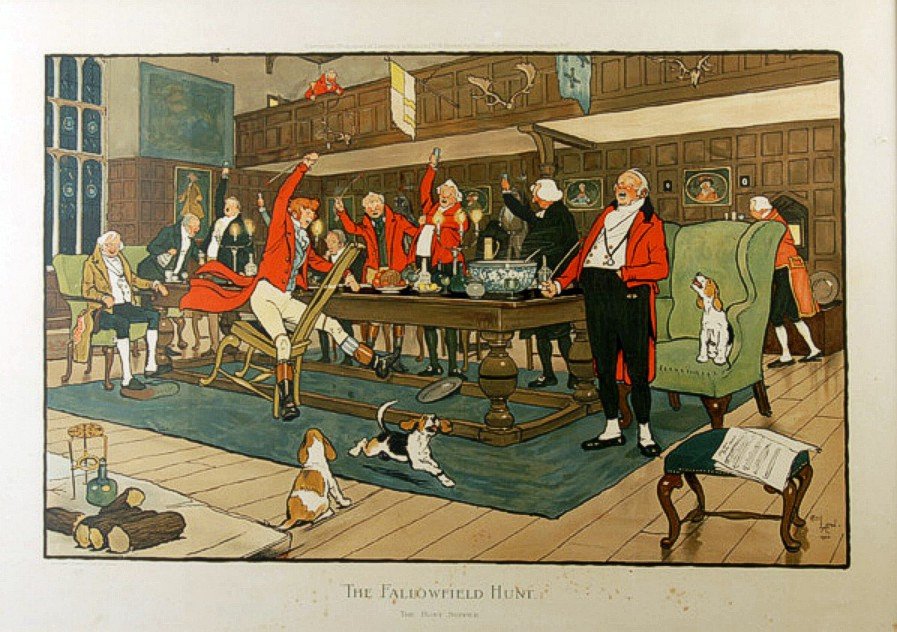
The Fallowfield Hunt
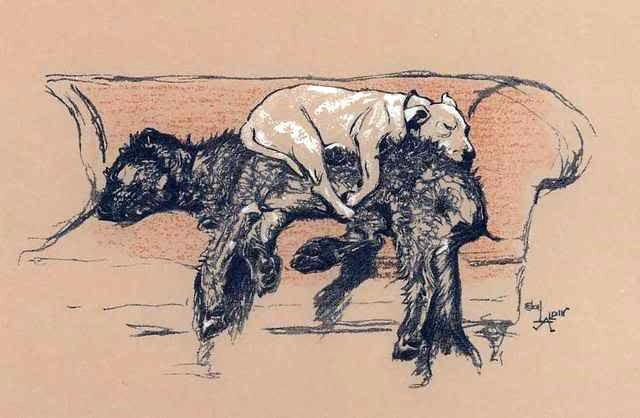
Szene aus Sleeping Partners

## Bibliographie

### Von Aldin illustrierte Bücher (Auswahl)
- The Cecil Aldin hunting diary (1900)
- Heiberg, Neils. White-ear and Peter: the story of a fox and a fox-terrier (London: Macmillan, 1912).
- Byron, May. Cecil Aldin's merry party (London: Henry Frowde, Hodder and Stoughton, 1913).
- Maeterlinck, Maurice. My Dog (London: G. Allen, 1913).
- Waylett, Richard.  The Doggie Book (New York: E.P. Dutton & Co., [1913]).
- Sewell, Anna. Black Beauty: the autobiography of a horse (London: Boots the Chemists, 1916).
- Emanuel, Walter Lewis. A dog day; or, The angel in the house (New York: E. P. Dutton & co., 1919).
- Aldin, C. Old Inns (London: Heinemann, 1921)
- Aldin, C. Old manor houses  (London: W. Heinemann, 1920).
- Hare, Kenneth. Roads and vagabonds (London Eyre & Spottiswoode).

### Biographien
- Aldin, C. Time I Was Dead: Pages from My Autobiography (C. Scribner's Sons, 1934)
- Heron, Roy. Cecil Aldin, the Story of a Sporting Artist (Henry Holt & Company, 1982)